# All About You/You've Got a Friend
All About You/You've Got a Friend è un singolo del gruppo musicale britannico McFly, pubblicato come doppia "A-Side" nel 2005 ed estratto dal loro secondo album in studio Wonderland.

## Tracce
- CD

1. All About You - 3:05
2. You've Got a Friend - 4:27
3. Room on the 3rd Floor (Orchestral version) - 3:16
4. All About You (Orchestral version) - 3:05
5. All About You (Video) - 3:05

## Classifiche
| Classifica (2005) | Posizione raggiunta |
| ----------------- | ------------------- |
| Regno Unito       | 1                   |